# Лука Маркеђани
Лука Маркеђани (итал. Luca Marchegiani; 22. фебруар 1966, Анкона) је бивши италијански фудбалски голман.

## Каријера
Фудбалску каријеру је започео 1984. године у клубу Јези, играјући у нижим лигама Италије.
Наступао је читаву деценију (од 1993. до 2003) за римски Лацио, а такође је играо пре тога за Торино.
Својевремено је Маркеђани био најскупљи голман на свету када је из Торина прешао у Лацио, а трансфер је био вредан 6 милиона фунти.
Играо је за репрезентацију Италије и учествовао на Светском првенству 1994. године, где је наступио на три утакмице, укључујући и две у групној фази. Италија је стигла до финала првенства, а поражени су од Бразила након извођења једанаестераца.
Ради као стручни консултант за телевизију Скај Италија. Његов син Габријеле такође је фудбалски голман.

## Успеси

### Клуб
Торино
- Серија Б: 1989/90.
- Куп Италије: 1992/93.
- Митропа куп: 1991.
- Куп УЕФА: финале 1991/92.
- Суперкуп Италије: финале 1993.

Лацио
- Серија А: 1999/2000.
- Куп Италије: 1997/98, 1999/2000.
- Суперкуп Италије: 1998, 2000.
- Куп победника купова: 1998/99.
- УЕФА суперкуп: 1999.
- Куп УЕФА: финале 1997/98.

### Репрезентација
Италија
- Светско првенство: финале 1994.